# キンジン

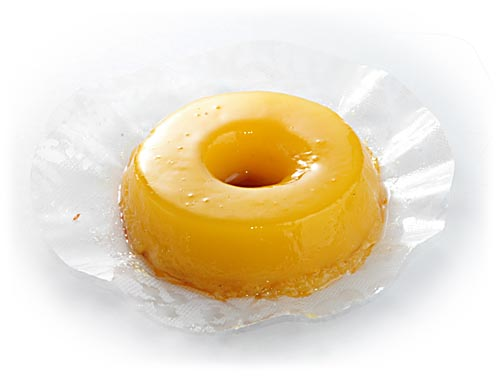
キンジン

キンジン（Quindim）は、ブラジルのデザートである。

## 概要
主原料は砂糖、卵黄、すり潰したココナッツである。通常はカップから出して上下逆の状態で提供される。表面には光沢があり、濃い黄色をしている。「キンジン」という名称自体はバントゥー語群由来で、元々は「思春期の少女の身振り、態度又はユーモア」を意味する。
人気のデザートとしてブラジル中で親しまれており、レストランや菓子店でデザートの定番として提供されるほか、スーパーマーケットなどで材料がパックで発売されていることから、家庭でも作られることが多い。

## 材料と製法
典型的なレシピでは、500gの砂糖と10個から20個の卵黄、100gから250gのすり潰したココナッツを用いる。200g以下のバターが加えられることもある。その他、2－3個の卵白、スプーン1杯のパルメザンチーズ、100mlの牛乳又はココナッツミルク又は水、1つまみの塩、バニラエッセンス少々を加えるレシピもある。
単純なレシピでは、材料をへらか木のスプーンで混ぜる。バターを加える場合は、溶かして最初に砂糖と混ぜ、その後、卵黄、ココナッツ、その他の材料を加える。水と砂糖で熱いシロップを作り、そこに溶かしバターとその他の材料を入れるとしているレシピもある。焼く前に一晩冷蔵庫で寝かせてもよい。
たいていの場合、油を塗った小型のカップに混合液を入れ、150度から180度の温度で、表面が金色から茶色になり、刺した箸が綺麗に抜けるようになるまで焼く。その後、しばらく放置して冷やし、まだ温かいうちにひっくり返して型から取り出す。
同じ材料で、大型の容器を用いて作るとキンダォン（quindão）と呼ばれ、切り分けて供する。

## 起源
フィオス・デ・オヴォス同様、卵黄が大量に使われるのはポルトガル由来の菓子の特徴である。ココナッツと砂糖の組み合わせは、おそらくココナッツが豊富でサトウキビを用いた製糖も盛んだった17世紀のブラジル北西部にアフリカから連れてこられた奴隷によって生み出されたものだろう。